# Lục hoàng hậu (Đường Thương Đế)
Thương Đế Lục hoàng hậu (chữ Hán: 殤帝陸皇后), hoặc Đường Long hậu (唐隆后), là Hoàng hậu tại vị trong thời gian rất ngắn (chỉ 17 ngày) trong lịch sử Trung Quốc.
Phu quân là Đường Thương Đế Lý Trọng Mậu, vị Hoàng đế lâm thời của nhà Đường khi ấy do Vi Thái hậu lập nên.

## Tiểu sử
Không có nhiều thông tin về Lục hoàng hậu, cũng như tên thật và gia thế, xuất thân. Dưới triều Đường Trung Tông Lý Hiển, Lục thị trở thành Vương phi của Ôn vương Lý Trọng Mậu.
Năm Cảnh Long thứ 4 (710), Trung Tông đột ngột băng hà, các sử gia Trung Hoa cho là do Vi hoàng hậu cùng An Lạc công chúa chủ mưu gây ra. Tháng 6 cùng năm, Lý Trọng Mậu đăng vị, Lục vương phi được lập làm Hoàng hậu. Mặc dù Vi hậu đưa Trọng Mậu lên làm Hoàng đế, nhưng bà này vẫn nắm quyền hành trong tay trong vai trò của Thái hậu nhiếp chính.
Chưa tới một tháng sau (khoảng 17 ngày), tin tưởng rằng Vi Thái hậu có thể chống lại mình, con trai của Tương vương Lý Đán là Lâm Tri vương Lý Long Cơ cùng Thái Bình công chúa đã làm nên Đường Long chi biến (唐隆之變), giết chết Vi hậu và An Lạc công chúa. Lý Đán phục ngôi, tức Đường Duệ Tông, giáng Trọng Mậu xuống làm Ôn vương.
Lục hoàng hậu bị giáng xuống làm Ôn vương phi lần nữa. Từ đó không còn ghi chép nào về bà.